# Dmitri Rudakov
Dmitri Igorevich Rudakov (tiếng Nga: Дмитрий Игоревич Рудаков; sinh ngày 10 tháng 4 năm 1997) là một cầu thủ bóng đá người Nga thi đấu cho F.K. Orenburg và F.K. Orenburg-2.

## Sự nghiệp câu lạc bộ
Anh có màn ra mắt tại Giải bóng đá chuyên nghiệp quốc gia Nga cho F.K. Orenburg-2 vào ngày 27 tháng 7 năm 2017 trong trận đấu với FC Chelyabinsk.